# فلوريد أنتيموان خماسي
 فلوريد أنتيموان خماسي مركب كيميائي له الصيغة SbF5 ، ويكون على شكل سائل لزج عديم اللون .